# Dennis Widgren
Dennis Widgren (sinh ngày 28 tháng 3 năm 1994) là một cầu thủ bóng đá người Thụy Điển thi đấu cho Östersunds FK ở vị trí hậu vệ.

## Thống kê sự nghiệp
| Câu lạc bộ          | Mùa giải            | Hạng đấu            | Giải vô địch | Giải vô địch | Cúp bóng đá Thụy Điển | Cúp bóng đá Thụy Điển | Tổng cộng | Tổng cộng |
| Câu lạc bộ          | Mùa giải            | Hạng đấu            | Số trận      | Bàn thắng    | Số trận               | Bàn thắng             | Số trận   | Bàn thắng |
| ------------------- | ------------------- | ------------------- | ------------ | ------------ | --------------------- | --------------------- | --------- | --------- |
| Östersunds FK       | 2010                | Hạng đấu 1          | 0            | 0            | 1                     | 0                     | 1         | 0         |
| Östersunds FK       | 2011                | Hạng đấu 2          | 0            | 0            | 1                     | 0                     | 1         | 0         |
| Östersunds FK       | 2012                | Hạng đấu 1          | 14           | 0            | 2                     | 0                     | 16        | 0         |
| Östersunds FK       | 2013                | Superettan          | 11           | 0            | 1                     | 0                     | 12        | 0         |
| Östersunds FK       | 2014                | Superettan          | 21           | 0            | 3                     | 0                     | 24        | 0         |
| Östersunds FK       | 2015                | Superettan          | 24           | 0            | 1                     | 1                     | 25        | 1         |
| Östersunds FK       | 2016                | Allsvenskan         | 30           | 0            | 2                     | 0                     | 32        | 0         |
| Östersunds FK       | 2017                | Allsvenskan         | 27           | 0            | 0                     | 0                     | 27        | 0         |
| Tổng cộng sự nghiệp | Tổng cộng sự nghiệp | Tổng cộng sự nghiệp | 126          | 0            | 11                    | 1                     | 137       | 1         |